# Васьков, Артём Александрович
Артём Александрович Васьков (бел. Арцём Аляксандравіч Васькоў; род. 21 октября 1988, Гомель) — белорусский футболист, полузащитник клуба «Стилон».

## Клубная карьера
Начинал заниматься футболом в Гомеле, после попал в минское «Динамо». Не закрепился в минском клубе и отправился в Латвию. В 2009 году отдавался в аренду гродненскому «Неману», потом играл в Азербайджане. В 2011 году вернулся в Беларусь, играл за гомельский «ДСК» и «Витебск».
В марте 2012 года стал игроком жодинского «Торпедо-БелАЗ». В жодинским клубе сумел закрепиться в основе, обычно выступал на позиции правого полузащитника. Отлично провёл сезон 2014: выступая на разных позициях в полузащите, забил 6 голов. Конец сезона 2014 вынужден был пропустить из-за травмы.
В январе 2015 года продлил контракт с «автозаводцами». В сезоне 2015 в основном появлялся на поле, выходя на замену. В январе 2016 года покинул «Торпедо-БелАЗ».
После того как покинул «Торпедо-БелАЗ» некоторое время поддерживал форму вместе с «Гомелем», но вскоре присоединился к «Неману» и подписал контракт с гродненским клубом. В составе «Немана» закрепился в основе, только конец сезона пропустил из-за травмы.
В январе 2017 года стал игроком латвийского «Вентспилса». Помог команде выиграть Кубок Латвии, забив гол в финальном матче против «Риги» (2:2, пен. 6:5). В декабре 2017 года покинула латвийский клуб.
В январе 2018 года пополнил состав дебютанта белорусского Высшей лиги — клуб «Смолевичи». В апреле не играл из-за травмы, а позднее закрепился в стартовом составе команды.
В декабре 2018 года подписал контракт с «Городеей». В первой половине сезона 2019 обычно выходил на замену, но позже стал преимущественно играть за дубль. В декабре 2019 года покинул команду и в скором времени стал игроком «Гомеля».
16 марта 2022 года перешёл в дзержинский «Арсенал». В июле 2022 года покинул клуб.
26 октября 2022 года стало известно о подписании контракта с польским клубом «Люблинянка» выступающей в третьей лиге чемпионата Польши. Дебютировал за клуб 6 ноября 2022 года в матче против клуба «Сокола», отличившись 2 забитыми голами.
В январе 2023 года футболист перешёл в польский клуб «Стилон».

## Достижения
- Обладатель Кубка Латвии: 2016/17